# Villebret
Villebret es una población y comuna francesa, situada en la región de Auvernia, departamento de Allier, en el distrito de Montluçon y cantón de Marcillat-en-Combraille.

## Demografía
| 482 | 479 | 512 | 696 | 865 | 1021 |
| Para los censos de 1962 a 1999 la población legal corresponde a la población sin duplicidades (Fuente: INSEE [Consultar]) |     |     |     |     |      |